# Leo Weisz (Historiker)
Leo Weisz (* 19. Juni 1886 in Barcs, Österreich-Ungarn (heute Ungarn); † 24. Dezember 1966 in Zürich; aus Siklós (Österreich-Ungarn, heute Ungarn), ab 1946 heimatberechtigt in Zürich) war ein Schweizer Wirtschaftswissenschaftler und Historiker ungarisch-siebenbürgischer Herkunft.

## Leben
Weisz wurde 1886 als ältester Sohn des vermögenden Holzindustriellen Moritz Weisz und der Franziska geborene Mauthner geboren. Die Familie stammt vom Vater des Kronstädter Stadtrichters Michael Weiss ab; der Vater von Leo Weisz war mit einer Ungarin verheiratet und schrieb seinen Namen zu «Weisz» um. Leo Weisz wuchs zusammen mit einem Bruder und einer Schwester in Kronstadt und ab 1890 in Budapest auf. Nach dem frühen Tod des Vaters im Jahr 1891 kümmerten sich zwei Onkel um ihn, die ihn vorzeitig mündig erklären liessen, damit er mit nur 16 Jahren die Leitung der väterlichen Unternehmungen übernehmen konnte. Trotzdem machte er, selbst reformierter Konfession, eine Gymnasialausbildung am Zisterzienserkollegium in der ungarischen Bischofsstadt Pécs. Danach studierte er Forstwissenschaft und Nationalökonomie in Budapest, Wien, München, Nancy, Paris und Grenoble. Von 1910 bis 1913 studierte er Rechtswissenschaften und Nationalökonomie zuerst an der ETH Zürich, dann an der Universität Zürich bei Heinrich Sieveking und Gottlieb Bachmann. 1914 wurde er dort mit einer Dissertation über die Forstwirtschaft in Ungarn in Wirtschaftswissenschaften promoviert.
Im Ersten Weltkrieg leistete er als Sappeur-Leutnant Kriegsdienst in Österreich-Ungarn, zuletzt im Stab von Generalfeldmarschall August von Mackensen. Er wurde im März 1915 in Galizien an der russischen Front schwer verwundet und geriet gegen Ende des Krieges in französische Gefangenschaft, aus der er entfliehen konnte. Im April 1919 wurde er als Ingenieur-Hauptmann demobilisiert.
Da nach dem Vertrag von Trianon seine Heimat an Rumänien gefallen war, konnte er die ihm zugedachte forstwirtschaftliche Lebensaufgabe nicht übernehmen. Er kehrte 1919 nach Zürich zurück und studierte von 1920 bis 1922 Mathematik an der Universität Zürich (ohne Abschluss). Gleichzeitig war er als freier Journalist und ab 1922 als freier Mitarbeiter der Neuen Zürcher Zeitung tätig. Als Privatgelehrter publizierte er zur Schweizer und Zürcher Geschichte, v. a. zur Zürcher Reformation, zur Kartographie sowie zur Wirtschafts- und Industriegeschichte.
Die angestrebte Habilitation an der ETH Zürich schlug aus undurchsichtigen Gründen fehl. Weisz schlug drei Berufungen an osteuropäische Universitäten aus. Er war Mitglied des Zwinglivereins, in dessen  Zeitschrift Zwingliana er häufig publizierte, und Redaktor der Rosa-Ritter-Zweifel-Stiftung.
Ab 1953 war er wegen einer schweren Arthritis, die er seiner Kriegsverletzung zuschrieb, vollkommen an sein Arbeitszimmer gebunden, forschte aber trotz zunehmenden Schmerzen unentwegt weiter. Am Morgen des Heiligen Abends 1966 wurde er, ein halbes Jahr nach seinem achtzigsten Geburtstag, erlöst.

## Ehrungen
- 1938 Professor ehrenhalber der reformierten Theologischen Universität Debrecen (Ungarn), für reformationsgeschichtliche Studien, v. a. zu Johannes Honterus und Stephan Ludwig Roth
- 1964 Carl-Heinrich-Ernst-Kunstpreis in Anerkennung seiner wirtschaftsgeschichtlichen Publikationen[4]

## Publikationen (Auswahl)
Die gründliche Bibliographie Verzeichnis der Arbeiten von Leo Weisz (1886–1966) von Marianne Müller, 1970 herausgegeben von der Forschungsstelle für Rechtsgeschichte an der Universität Zürich, listet 21 selbständige Publikationen, 584 in der NZZ, 23 in anderen Tages- und Wochenzeitungen sowie 75 in Zeitschriften und Jahrbüchern erschienene Beiträge auf, somit über 700 Publikationen. Dazu kommen elf Publikationen als Herausgeber und 55 Besprechungen seiner Werke.
- Die Schweiz auf alten Karten. Mit Geleitwort von Eduard Imhof. Buchverlag der Neuen Zürcher Zeitung, Zürich 1971.
- Die Neue Zürcher Zeitung auf dem Wege zum freisinnigen Standort, 1872–1885 (= Persönlichkeit und Zeitung. Bd. III). Verlag Neue Zürcher Zeitung, Zürich 1965.
- Die Neue Zürcher Zeitung im Kampfe der Liberalen mit den Radikalen, 1849–1872 (= Persönlichkeit und Zeitung. Bd. II). Verlag Neue Zürcher Zeitung, Zürich 1962.
- Die Redaktoren der Neuen Zürcher Zeitung bis zur Gründung des Bundesstaates, 1780–1848 (= Persönlichkeit und Zeitung. Bd. I). Verlag Neue Zürcher Zeitung, Zürich 1961.
- Aus Lavaters Tagebüchern. In: Neue Zürcher Zeitung. 21. März 1961.
- Die Werdmüller. Schicksale eines alten Zürcher Geschlechtes. 3 Bde. Schulthess, Zürich 1949.
- Die Anfänge des forstlichen Bildungswesens in der Schweiz. Sonderausgabe aus: Schweizerische Zeitschrift für Forstwesen. Nr. 10, 1946.
- mit Eduard Imhof: Die Landkarten des Johann Stumpf 1538–1547. In: Schweizerische Bauzeitung. 27. Juni 1942, S. 309 f. (archiviert in E-Periodica der ETH Zürich).
- Leo Jud in Einsiedeln. In: Zwingliana. Band 7, Zürich 1942, S. 409–431, 473–494.
- Das Leben eines Zwingli-Helfers (Georg Stäheli, gest. 1573). In: Neue Zürcher Zeitung. 5. Juli 1940.
- Studien zur Handels- und Industrie-Geschichte der Schweiz. Verlag der Neuen Zürcher Zeitung, Zürich 1938–1940.
- Das Urbar der Herrschaft Rheinfelden. In: Zeitschrift für Schweizerische Archäologie und Kunstgeschichte. Band 1, 1939, S. 129–133 (archiviert in E-Periodica der ETH Zürich).
- Entstehung und Bedeutung der bischöflich-baselschen Waldordnung vom Jahre 1755. In: Zeitschrift für Schweizerische Geschichte. Jg. 15, Zürich 1935, S. 144–166, II. Teil: S. 273–317 (archiviert in E-Periodica der ETH Zürich).
- Die Geschichte der Kappelerkriege nach Hans Edlibach. In: Zeitschrift für Schweizerische Kirchengeschichte. Band 28, Zürich 1934, S. 81–108, Fortsetzung und Schluss: S. 270–287 (archiviert in E-Periodica der ETH Zürich).
- Schweizerquellen zur Geschichte des Regensburger Reichstages von 1541. In: Zeitschrift für Schweizerische Kirchengeschichte. Band 28, Zürich 1934, S. 51–64, Fortsetzung und Schluss: S. 81–104 (archiviert in E-Periodica der ETH Zürich).
- Salomon Gessner als Verlagsbuchhändler. Orell Füssli, Zürich 1931.
- Johann Stumpfs Geschichte des Abendmahlstreites. In: Zwingliana. Band 5. Zürich 1930, S. 193–221.
- Pestalozziana. Zum Todestage Heinrich Pestalozzis. In: Neue Zürcher Zeitung. 17. Februar 1929.

Weisz verfasste auch umfangreiche Jubiläumsschriften zu Unternehmen, z. B.
- Geschichte der Aluminium-Industrie-Aktien-Gesellschaft Neuhausen 1888–1938. Gebr. Fretz, Zürich 1942/1943.
- Gesellschaft der Ludwig von Roll’schen Eisenwerke AG. Gerlafingen 1948.
- 50 Jahre Metallwerke Dornach AG, 1895–1945. Dornach 1949.

## Privates
Weisz war seit 1923 mit Cécile geborene Cachin (1885–1967) verheiratet, die nur einen Monat nach ihm, am 31. Januar 1967, starb, und hatte mit ihr eine Tochter (Anny Nabholz-Weisz) und einen Sohn (Heinz Weisz-Prytz).